# Dolíons
Els dolíons (en grec antic: Δολίονες) eren un poble de la mitologia grega que vivia entorn de la ciutat de Cízic, per on passaren els argonautes. Vivien entre els rius Asop i Ríndacos i el llac Dascilita. Un dels seus reis va ser Cízic, un fill d'Eneu.